# Heliophanus imperator
Heliophanus imperator är en spindelart som beskrevs av Wesolowska 1986. Heliophanus imperator ingår i släktet Heliophanus och familjen hoppspindlar. Inga underarter finns listade i Catalogue of Life.